# Jamison Jones
Jamison Jones, né le 15 février 1969 à Rochester dans le Michigan, est un acteur américain. Il est particulièrement connu pour avoir joué dans le jeu vidéo Star Wars: Rebel Assault II - The Hidden Empire où il incarne un Rebelle de l'Empire, Rookie One, qui doit sauver l'Alliance Rebelle. Il jouera les cinq dernières missions avec comme coéquipière Ru Marleen, incarnée par Julie Eccles.

## Filmographie

### Films
- 2002 : Dark Blue : Frank
- 2003 : Save It for Later : Alan
- 2003 : Hollywood Homicide : Bobby Riley
- 2005 : Gettin' Lucky : Guru
- 2007 : He Was a Quiet Man : Scott Harper
- 2009 : Two:Thirteen : le père de Tyler
- 2011 : Born to Ride : Gary
- 2012 : Un amour de chien (Puppy Love) (TV) : Ryles
- 2012 : Le bodyguard de l'amour (Undercover Bridesmaid) (TV) : Kevin
- 2019: The Wretched : Liam

### Séries télévisées
- 1996 : Women: Stories of Passion (saison 1, épisode 1)
- 1998 : Conan (épisode 15) : Carmus
- 1998 : Les Dessous de Palm Beach (saison 8, épisode 1) : Jack Gilroy
- 2000 : JAG (saison 5, épisode 17) : Edward Proxy
- 2000 : Beverly Hills 90210 (saison 10, épisode 22) : Booth Gunderson
- 2002 : Will et Grace (saison 4, épisode 17) : Phil
- 2002 : Division d'élite (saison 2, épisode 8) : Don Westmore
- 2003 : La Vie avant tout (saison 4, épisode 7) : Trey Jeffers
- 2003 : 24 heures chrono (saison 2, épisodes 16 et 17) : Député Nirman
- 2004 - 2005 : Hôpital central (22 épisodes) : William
- 2005 : Alias (saison 4, épisode 5) : Ray Miller/Sergei Danislov
- 2005 : Preuve à l'appui (saison 5, épisode 8) : Dan Radlauer
- 2006 : NCIS : Enquêtes spéciales (saison 3, épisode 23) : Lieutenant Gelfand
- 2007 : 24 heures chrono (saison 6, 4 épisodes) : Agent Dan
- 2007 : Les Experts : Manhattan (saison 3, épisode 18) : Austin Cannon
- 2009 : Terminator : Les Chroniques de Sarah Connor (saison 2, épisode 14) : Harrison
- 2009 : Kamen Rider Dragon Knight (6 épisodes) : Agent Phillips
- 2010 : Brothers & Sisters (saison 4, épisode 12) : le père d'Henry
- 2010 : Burn Notice (saison 4, épisode 11) : Charles Archer
- 2010 : Des jours et des vies (épisode 11325) : Kip
- 2013 : Crime and Consequences : Frank
- 2014 : Longmire (saison 3, épisode 6) : Graham VanBlarcom
- 2015 : True Detective (saison 2, épisodes 1 et 2) : Will Davidson
- 2015 : The Whispers : Harrison Weil

### Jeux vidéo
- 1995 : Star Wars: Rebel Assault II - The Hidden Empire : Rookie One
- 1996 : Top Gun: Fire at Will : Stinger
- 1998 : Of Light and Darkness